# Dicliptera aripoensis
Dicliptera aripoensis là một loài thực vật có hoa trong họ Ô rô. Loài này được (Britton) Leonard mô tả khoa học đầu tiên năm 1954.